# أكينوس، فثيوتيس
أكينوس (فثيوتيس) ؛آشينوس ( (باليونانية: Αχινός)‏) هي قرية ومجتمع في بلدية ستيليدا ، في مدينة فثيوتيس في مقاطعة كينتريكي إلادا، وسط اليونان . اعتبارا من تعداد عام 2011 ، بلغ عدد سكان المجتمع 816 ، وكان عدد سكان القرية 726.
يحتوي المجتمع على عدة قرى بخلاف قرية أكينوس:
- دريبانو Δρέπανο
- دروسيا Δροσιά
- كوفيلا Κουβέλα
- باراليا أشينو Παραλία Αχινού
- بلاتانياس Πλατανιάς
- سكاسمادا Σκασμάδα